# Бразилско бодливо свинче
Бразилското бодливо свинче (Coendou prehensilis) е вид бозайник от семейство Дървесни бодливи свинчета (Erethizontidae).

## Разпространение и местообитание
Разпространен е в Аржентина, Боливия, Бразилия, Венецуела, Гвиана, Колумбия, Парагвай, Перу, Суринам, Тринидад и Тобаго и Френска Гвиана.